# Brabant-en-Argonne
Brabant-en-Argonne är en kommun i departementet Meuse i regionen Grand Est (tidigare regionen Lorraine) i nordöstra Frankrike. Kommunen ligger i kantonen Clermont-en-Argonne som tillhör arrondissementet Verdun. År 2022 hade Brabant-en-Argonne 100 invånare.

## Befolkningsutveckling
Antalet invånare i kommunen Brabant-en-Argonne
| Referens: INSEE |